# Gjergj Arianiti
Gjergj Arianiti (1383-1462) was een Albanese prins uit de Arianiti-dynastie. Arianiti heerste vanaf 1432 over het vorstendom Arianiti, een staat in een gebied dat overeen komt met het huidige centraal- en zuid-Albanië. Arianiti was tevens de leider van de Albanese troepen gedurende de eerste reeks veldslagen tegen het Ottomaanse Rijk. In 1444, de tweede reeks van de Albanese rebellie tegen de Ottomanen, was Arianiti opnieuw een leidend figuur bij de Liga van Lezhë.

## Biografie

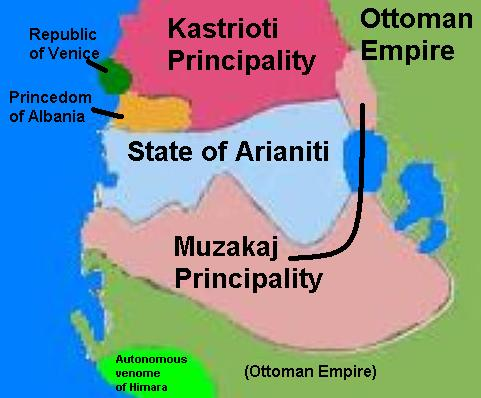
Het gebied geregeerd door Gjergj Arianiti omstreeks de 15e eeuw.

Gjergj Arianiti was een zoon van de Albanese vorst Komnen Arianiti. Komnen Arianiti heerste over gebieden in Albanië die overeen komen met het huidige Durrës. Gjergj Arianiti was de oudste zoon van Komnen. Zijn broers heetten Vladan en Muzaka.
Gjergj Arianiti trouwde met Maria Muzaka, een lid van de Albanese adellijke Muzaka-dynastie en kreeg hierdoor heerschappij over een gebied in Mallakastër, ten zuiden van Vlorë. Hij wist datzelfde gebied vervolgens uit te breiden naar centraal-Albanië, tussen het huidige Librazhd en Elbasan in.
Na de dood van Maria Muzaka hertrouwde hij met Pietrina Francone. Gjergj Arianiti kreeg uit twee huwelijken 10 dochters: Donika, Vojsava, Helena, Angjelina, Komnena, Despina, Katerina, Teodora, Maria en Chiranna. Zijn twee zoons waren Thoma Arianiti en Arian Arianiti. Zijn dochter Donika trouwde met de Albanese legercommandant Gjergj Kastrioti en zijn dochter Angjelina Arianiti trouwde met de Servische vorst Stefan Branković. Angjelina werd later heilig verklaard door de Servisch-Orthodoxe Kerk. Dochter Maria Arianiti was gemalin van Radu III, heerser van Walachije.

## Rebellie tegen het Ottomaanse Rijk
In 1432 drong het Ottomaanse Rijk Albanië binnen. De Albanezen reageerden met een opstand. De eerste veldslagen begonnen in centraal Albanië toen Andrea II Thopia de Ottomaanse troepen versloeg. Zijn overwinning stimuleerde andere Albanese vorsten, zo ook Gjergj Arianiti. Gjergj Arianiti zag aanvankelijk geen heil in een opstand maar zag later een kans om het vorstendom te redden dat zijn vader voor hem had achtergelaten. Nikollë I Dukagjini, van de Dukagjini-dynastie, werd zijn rechterhand. Met een leger van 10.000 soldaten wisten de Albanezen hun vorstendommen te behouden en mede door deze overwinningen breidde Gjergj Arianiti zijn gebied uit.
Tijdens de tweede reeks van de Albanees-Ottomaanse Oorlog, vanaf 1443, waar alle Albanese vorsten zich verenigden tot één staat, de Liga van Lezhë, was Arianiti een leidende figuur in vele veldslagen tussen de Albanezen en Ottomanen. Een wederom succesvolle rebellie volgde met vele overwinningen voor de Albanezen. Echter na de dood van Skanderbeg, verzwakte de Albanese tegenstand. Arianiti werd uiteindelijk in een kasteel vermoord na een Ottomaanse aanval op de Albanese leiders.

## Nageslacht
Gjergj Arianiti kreeg met zijn eerste gemalin, prinses Maria Muzaka, tien dochters:
- Donika
- Vojsava
- Helena
- Angjelina
- Komnena
- Despina
- Maria
- Katerina
- Teodora
- Chiranna

Het tweede huwelijk van Arianiti was met de edelvrouw Pietrina Francone, met wie hij twee zoons kreeg:
- Thoma
- Arian